# SMS G 103
G 103 – niemiecki niszczyciel z okresu I wojny światowej. Trzecia jednostka typu G 101. Pierwotnie budowany dla Armada de la República Argentina, miał nosić nazwę ARA "Santa Fé" i być uzbrojony w cztery działa 102 mm i wyrzutnie torped kalibru 533 mm. Okręt wyposażony w dwa kotły parowe opalane ropą. Zapas paliwa 500 ton. W 1918 roku internowany w Scapa Flow. Zatopiony przez załogę 21 czerwca 1919 roku. Podniesiony z dna. W 1925 roku zatonął podczas sztormu.